# تومب رايدر 1-3 ريماسترد
تومب رايدر 1-3 ريماسترد (بالإنجليزية: Tomb Raider I–III Remastered)‏، هي لعبة فيديو مغامرات مستحدثة، من تطوير ونشر شركة أسباير وهي إعادة إصدار ثلاثة الأجزاء الأولى من سلسلة تومب رايدر، صدرت اللعبة بتاريخ 14 فبراير 2024 على منصات بلاي ستيشن 4 وبلاي ستيشن 5 ومايكروسوفت ويندوز وإكس بوكس ون ونينتندو سويتش وإكس بوكس سيريس إكس وإس.

## الألعاب
تحتوي اللعبة على 3 أجزاء أصلية  تم إستحداثها: 

- تومب رايدر، صدرت النسخة الأصلية عام 1996.
- تومب رايدر 2، صدرت النسخة الأصلية عام 1997.
- تومب رايدر ثلاثة، صدرت النسخة الأصلية عام 1998.